# Зубцово (Владимирская область)
Зубцово — деревня в Ковровском районе Владимирской области России, входит в состав Малыгинского сельского поселения.

## География
Деревня расположена на берегу реки Луйка в 10 км на север от центра поселения деревни Ручей и в 14 км на северо-запад от райцентра города Ковров.

## История
В конце XIX — начале XX века деревня входила в состав Всегодической волости Ковровского уезда, с 1926 года — в составе Савинской волости. В 1859 году в селе числилось 21 дворов, в 1905 году — 26 двора, в 1926 году — 24 двора. 
С 1929 года деревня входила в состав Авдотьинского сельсовета Ковровского района, с 1954 года — в составе Малышевского сельсовета, с 1972 года — в составе Большевсегодичского сельсовета, с 2005 года — в составе Малыгинского сельского поселения.

## Население
| 1859 | 1905 | 1926 | 2002 | 2010 | 2021 |
| ---- | ---- | ---- | ---- | ---- | ---- |
| 209  | ↗230 | ↘93  | ↘0   | →0   | ↗35  |